# Прапор М'янми
Сучасний прапор Республіки Союзу М'янма був прийнятий 21 жовтня 2010. Це відбулося за кілька тижнів до перших за 20 років загальних виборів. Одночасно М'янма змінила свою назву, прапор і гімн.
У 2008 в М'янмі пройшов референдум і був прийнятий проєкт нової конституції, яка набрала чинності в 2010. Зокрема, конституція містить опис нового прапора, який мав стати національним символом після виборів нового парламенту.
Згідно з інформацією певних джерел, зміна прапора застала чиновників зненацька. Цікаво, що старий прапор було наказано знімати тим, хто народився у вівторок, а вішати новий тим, хто народився в середу. Були припущення, що «Ймовірно, були інструкції астрологів». Старі прапори керівництво країни наказало спалити.

## Опис
Прямокутне полотнище з трьох горизонтальних рівновеликих смуг: жовтої, зеленої та червоної барви, в центрі якого вміщена велика біла п'ятипроменева зірка. Три кольори смуг прапора символізують солідарність, мир та стабільність, сміливість та рішучість.

Прапор Соціалістичної Республіки Союзу Бірми (1974—1988) та Союзу М'янми (1988—2010)
Співвідношення: 5:9 (також 2:3 та 6:11)

## Конструкція прапора
|                     |
| Конструкція прапора |

## Історія
Попередній прапор Союзу М'янми був прийнятий 3 січня 1974 одночасно з проголошенням Не Віном Соціалістичної Республіки в Бірмі.
Нова версія прапора не сильно відрізняється від попереднього прапора М'янми, який теж був червоним полотнищем з синім прямокутником у верхньому кутку біля древка. Проте, зображення на синьому прямокутнику було змінено: замість шести п'ятипроменевих зірок (одна велика, між її променями за однієї малої) з'явилися соціалістичні символи — шестерня і накладений на неї сніп рису. Їх оточують 14 п'ятипроменевих зірок, які представляють адміністративний поділ М'янми. Білий колір уособлює чистоту, синій — мир і цілісність країни, а червоний — сміливість.
Прапор схожий з прапором Китайської Республіки (Тайвань) і Самоа. Наприклад, на Олімпійських іграх 2008 року в Пекіні тайваньські вболівальники використовували прапор М'янми, оскільки тайванський прапор у Китаї заборонено.

## Старі прапори М'янми

Прапор Бірмської Імперії династії Конбаунґ (1700-1885)
Прапор Британської Бірми як метрополії Британської Індії (1824-1939)
Прапор Британської Бірми як окремої колонії (1939 - 1943, 1945-1948)
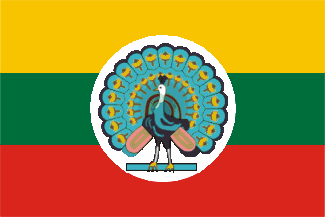
Прапор Держави Бірма (1943 – 1945)
Прапор Союзу Бірми (1948 - 1974)
Прапор Соціалістичної Республіки Союзу Бірми (1974-1988) та Союзу М'янми (1988-2010)
Прапор Республіки Союзу М'янми (2006-пропозиція)
Прапор Республіки Союзу М'янми (2010-діючий)